# Rhodinia szechuanensis
Rhodinia szechuanensis är en fjärilsart som beskrevs av Clayton Dissinger Mell 1939. Rhodinia szechuanensis ingår i släktet Rhodinia och familjen påfågelsspinnare. Inga underarter finns listade.